# Rodinia
La Rodinia (du russe : родина, littéralement « terre mère ») est le nom d'un supercontinent qui a fini de se former puis s'est fragmenté durant le Néoprotérozoïque.
Ce supercontinent, qui contient la plupart ou toutes les masses continentales de cette époque, s'est formé il y a environ 1 100 millions d'années à partir d'Ur et était entouré d'un océan appelé Mirovia. La température est estimée à 10,5 °C en moyenne, le supercontinent s'étendait de 60° de latitude nord jusqu'au pôle sud. Les mouvements continentaux avant sa formation sont mal connus. Il y a 750 millions d'années, il se scinde en huit continents et leur dérive provoquera sa dislocation puis un ré-assemblage en un nouveau supercontinent : la Pangée, en passant éventuellement par une autre brève phase de supercontinent (Pannotia).
La rupture de ce continent serait à l'origine de la période glaciaire du Cryogénien et de la rapide évolution de la vie à l'Édiacarien et au Cambrien.

## Reconstitution géologique du supercontinent

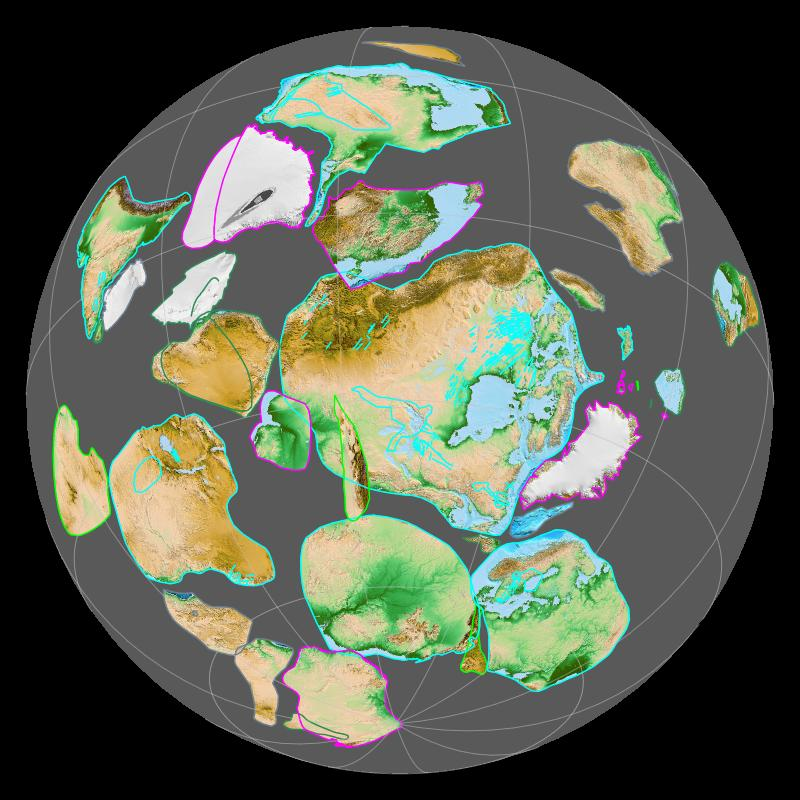
Reconstitution de Rodinia, il y a 900 millions d'années. Li et al. 2008.

Dans les années 1970, on constate que tous les cratons montrent des signes d'une orogenèse datant de cette période, ce qui a suggéré la présence d'un supercontinent antérieur à la Pangée. En essayant de corréler ces orogenèses entre les différents cratons, plusieurs reconstructions de Rodinia ont été proposées. Si la plupart d'entre elles sont en accord sur le cœur du continent, constitué du craton nord-américain, elles diffèrent fortement par d'autres aspects, en particulier la position des cratons de Sibéria, Sino-coréen (nord de la Chine) et du Yangtzé (Chine du Sud).

## Dislocation du continent
Le continent a commencé à se disloquer il y a 850 Ma. Un rift a séparé en deux grandes masses d'un côté, l'Australie, l'est de l’Antarctique et le sud de l'Afrique (cratons de Kalahari et du Congo) et de l'autre Laurussia, et l'Amérique du Sud (cratons d'Amazonia et du Rio de la Plata) et l'Afrique de l'ouest. Vers 550 millions d'années, les cratons du premier groupe fusionnent avec l'Amérique du Sud et l'Afrique de l'ouest pour donner le continent de Gondwana qui restera stable pendant des centaines de millions d'années, jusqu'à la dislocation de la Pangée.